# Четири Хорусова сина
Четири Хорусова сина били су група од четири божанства у древној египатској религији за која се веровало да штите умрле људе у загробном животу. Почевши од првог прелазног периода египатске историје (око 2181–2055. п. н. е.), Имсети, Хапи, Дуамутеф и Кебехсенуеф су били посебно повезани са четири канопске вазе у којима су били смештени унутрашњи органи, који су извађени из тела покојника током процеса мумификације. Најчешће, Имсети је штитио јетру, Хепи плућа, Дуамутеф желудац, а Кебехсенуеф црева, али овај образац је често варирао. Канопске вазе су имале поклопце који су представљали главе Хорусових синова. Иако су првобитно приказивани као људи, у другом делу Новог краљевства (око 1550–1070. п. н. е.), преузели су своју најизразитију иконографију, у којој је Имсети приказан као човек, Хапи као бабун, Дуамутеф као шакал, а Кебехсенуеф као соко. Четири сина су такође била повезана са звездама на небу, са регионима Египта и са кардиналним правцима.
Обожавање Хорусових синова било је скоро у потпуности ограничено на погребну сферу. Први пут се помињу касно у Старом краљевству (око 2686–2181. п. н. е.) у Текстовима пирамида и наставили су да се помињу у погребним текстовима кроз историју древног Египта. Њихова веза са канопским вазама успостављена је у првом међупериоду, а потом су постали свеприсутни у декорацији сандука, ковчега и саркофага. Иако су били ближе повезани са унутрашњим органима, наставили су да се појављују у опреми за сахрану чак и након што је у Птолемејском периоду (303–30. п. н. е.) напуштена употреба канопских ваза, а нестали су тек у четвртом веку нове ере, са изумирањем староегипатских погребних традиција.

## Имена и порекло
Имсети, Хапи, Дуамутеф и Кебехсенуеф се први пут помињу у Текстовима пирамида, најранијим древним египатским погребним текстовима, у касном Старом царству (24. и 23. век пре нове ере). У бројним изворима, наводи се да су деца Хоруса, једног од главних божанстава египатског пантеона. У неколико од ових текстова они се уместо тога називају децом бога Атума, бога Геба или богиње Нут. Одломак у Текстовима ковчега из Средњег краљевства (око 2055–1650. п. н. е.) каже да су они потомци богиње Изиде и облика Хоруса познатог као Хорус Старији.
У Текстовима пирамида, за Хорусове синове се каже да помажу преминулом краљу у загробном животу. Египтолози често третирају заштиту покојника као њихову примарну улогу, иако Мартен Равен тврди да су четири сина настала као небеска божанства, са обзиром на то да их Текстови пирамида често повезују са небом и да је сам Хорус био небеско божанство.
Име Дуамутеф значи "Онај који хвали своју мајку", док Кебехсенуеф значи "Онај који чисти брата свог либацијом". Египтолог Џејмс П. Ален преводи Хепијево име као „Онај од журбе“, а име Имсети као „Онај од копра“. Други египтолог, Џошуа Роберсон, верује да је Имсети настао као персонификација ове биљке. Имсетијево име је такође подсећало на египатску реч за „јетру“, што је можда разлог зашто се он посебно повезао са јетром.
Име Имсети укључује египатски граматички двоструки завршетак (-ти или -ви), а име Хапи је можда и садржало исто, укључујући и -в, које је касније изгубљено. Из тог разлога, египтолог Џон Тејлор тврди да су ова два сина првобитно била два мушка и женска пара божанстава.

## Улоге

### Заштитници покојника
Текстови из каснијих периода настављају да призивају Хорусове синове за заштиту у загробном животу као што то чине Текстови пирамида. У многим текстовима за њих се говорило да штите Озириса, погребно божанство чија су митолошка смрт и васкрсење служили као шаблон за древне египатске погребне праксе. Неки текстови их чак помињу као синове Озириса, а не Хоруса. У ритуалу Средњег краљевства, Хорусови синови помажу Озирису у његовом подмлађивању после смрти, боре се са следбеницима његовог непријатеља Сета и враћају изгубљено Уџат око свом оцу. У десетом одељку Књиге капија Новог Краљевства, погребног текста који детаљно описује подземни свет, четири сина су приказана како држе ланце који везују злонамерна бића која се зову змије.
Четири сина развила су специјализовану везу са унутрашњим органима покојника. Током процеса мумификације, четири унутрашња органа — плућа, јетра, желудац и црева — уклоњена су из тела и осушена пре него што су стављена у ковчег, обично одвојено од тела. У касном Старом краљевству, ови органи су почели да се стављају у сет вази, познатих као канопске вазе, а током Првог прелазног периода (око 2181–2055. п. н. е.), на вазе су почели да се исписују текстови који позивају на Хорусове синове.
Сматрало се да су сами Хорусови синови били под заштитом четири богиње, обично Изиде за Имсетија, Нефтисде за Хапи, Неитх за Дуамутефа и Селкет за Кебехсенуефа. У Средњем краљевству, ова шема је могла да варира и понекад је укључивала различите богиње, тако да је Сенџет чувала Дуамутефа, а Рененутет Кебехсенуефа. Синови су били изједначени са унутрашњим органима, били су њихови заштитници.

### Правци и региони космоса
Хорусови синови су такође били повезани са небом или деловима космоса, како су га Египћани замишљали. У Новом краљевству су се понекад сматрали звездама на северном небу или птицама које лете на четири стране света. Бернар Матје сугерише да су они изједначени са четири звезде на угловима сазвежђа Орион и са четири звезде у Великом медведу.
Неколико египтолога је сугерисало да су четири сина у египатској космологији била изједначена са четири стуба који су подржавали свод неба. Такође су били повезани са регионима Египта. Хапи и Дуамутеф су били повезани са доњеегипатским градом Буто, а Имсети и Кебехсенуеф са горњоегипатским градом Некхен.
Египатска веровања су повлачила аналогије између људског тела и космоса, а ове аналогије су биле посебно видљиве у обичајима сахрањивања. У сахранама у Средњем краљевству, тела су била положена са главом на северу и ногама на југу. Текстови који су украшавали ковчеге у овом периоду постављали су нека божанства на конзистентне локације, повезујући их на тај начин са одређеним правцима. Имсети и Хапи су призивани на челу ковчега, са Имсетијем на левој и Хепијем на десној страни, чиме се Имсети налази на североистоку, а Хапи на северозападу. Дуамутеф и Кебехсенуеф су призвани у подножју ковчега, са Дуамутефом на левој и Кебехсенуефом на десној страни, чиме је Дуамутеф постављен на југоистоку и Кебехсенуеф на југозападу. Канопске вазе тог времена стављале су свако божанство у еквивалентне положаје. Ова оријентација сугерише да су Хорусови синови били повезани са четири угла египатског космоса. Њихова оријентација може бити повезана са положајима сваког органа: плућа и јетра се налазе више у телу, тако да се уклапају у северни положај Имсетија и Хапија, док су желудац и црева ниже, што одговара јужном положају Дуамутефа и Кебехсенуефа.
Положај синова се променио у Новом краљевству, када је дошло до сахрана са главом преминулог на западу и ногама на истоку. На неким ковчезима, Имсети и Хапи су остали на челу, а Дуамутеф и Кебехсенуеф у подножју, али је у сваком пару божанство које је било на левој страни померено на десну и обрнуто. У другим случајевима, сваки од Хорусових синова појавио се на бочном зиду ковчега или сандука: Имсети на југу, Хапи на северу, Дуамутеф на истоку и Кебехсенуеф на западу. Потоњи положај, са Хорусовим синовима на четири стране, а не на четири угла, повезује четири божанства са кардиналним правцима, а не са угловима космоса. Коегзистенција два система оријентације сугерише да Египћани нису оштро разликовали четири угла од четири правца.

## Иконографија
Поклопци ваза почели су да се обликују у облику глава крајем Првог прелазног периода, у исто време када су натписи на теглама почели да призивају Хорусове синове. Ови поклопци стога вероватно треба да представљају четири сина, а не преминулог. У неким од најранијих примера, поклопци имају главе сокола, али у Средњем краљевству људске главе су постале норма. У неким од ових случајева, Имсети је, за разлику од других, приказан као жена.
У Осамнаестој династији (око 1550–1292. п. н. е.), неколико ваза је добило различите главе: Имсети је приказан као човек, Хапи као бабун, Дуамутеф као шакал и Кебехсенуеф као соко. Ова иконографија постала је стандардна за време владавине Рамзеса II у 13. веку пре нове ере и остала је таква до краја историје древног Египта, иако су у трећем средњем периоду животињски облици често били мешани. На пример, Дуамутеф је често приказиван као соко, а Кебехсенуеф као шакал. Поред самих ваза, четворица синова су често приказивана на сандуцима од канопа у којима су се налазили ћупови, као и на ковчезима и другој погребној опреми.

## Обожавање
Четири сина нису примила редовно култно обожавање које су имала главна египатска божанства, и појављивали су се искључиво у погребном контексту. Од Средњег краљевства па надаље, они су скоро увек били приказивани или призивани у декорацији ковчега, саркофага и опреме за надстрешнице. Током касног Новог краљевства, вазе које су садржавале шабти фигурине, уобичајену врсту погребне фигурице, добијале су поклопце у облику глава Хорусових синова, слично поклопцима канопских ваза.
У двадесетој династији Новог краљевства (1189–1077. п. н. е.), балзамери су почели да стављају воштане фигурице Хорусових синова у телесну шупљину. Убрзо након тога, на почетку Трећег међупериода, Египћани су престали да чувају органе у вазама и уместо тога балзамовали су сваки орган посебно, умотавајући их заједно са одговарајућим воштаним фигурицама и враћајући их у телесну шупљину. Сахране богатих су и даље укључивале канопске вазе без органа у њима. Пред крај овог периода, четири сина су такође била приказана у амајлијама од фајансе причвршћене за спољашње омоте мумије. Током овог периода, декорација ковчега у облику човека стављала је четири сина близу стомака мумије уместо да их распоређује око ковчега, што је знак да је њихова веза са унутрашњим органима засењивала њихове друге улоге.
Употреба канопских ваза је престала у раном птолемејском периоду (303–30. п. н. е.), а употреба канопских ваза је замрла средином тог периода. Ипак, у доба Птоломеја и Римљана, Хорусови синови су наставили да се појављују на другим погребним предметима, као што су украшене штукатуре на умотаним мумијама. Скуп упутстава за процес балзамирања, који датира из првог или другог века нове ере, позива четири службеника да преузму улогу Хорусових синова док је рука умрле особе омотана. Последње спомињање Хорусових синова у погребној роби датира из четвртог века нове ере, близу краја древне египатске погребне традиције.